# درهای باز (فیلم)
درهای باز (ایتالیایی: Porte aperte) فیلمی در ژانر درام به کارگردانی جانی آملیو است که در سال ۱۹۹۰ منتشر شد. از بازیگران آن می‌توان به جان ماریا ولونته، انیو فانتاستیکینی، سیلوریو بلازی و رناتو کارپنتیری اشاره کرد.